# Mereni (Constanța)
Mereni is een Roemeense gemeente in het district Constanța.
Mereni telt 2302 inwoners.